# 암비
암비(산스크리트어: आम्भी, 고대 그리스어: Omphis)는 알렉산드로스 대왕의 원정 당시 펀자브 지역의 인더스강과 젤룸강 사이의 지역을 통치한 통치자이다. 그리스인들은 그를 오늘날 파키스탄의 아톡 인근에 있는 도시 탁실라의 이름을 따서 탁실레스(고대 그리스어: Tαξίλης)로 불렀던 것으로 보인다.

## 생애
암비는 탁샤실라의 왕이었다. 그는 알렉산드로스가 소그디아나에 있을 당시 은 200달란트, 살찐 소 3,000마리, 양 10,000마리 이상(모두 은 600달란트 정도로 추정됨)으로 구성된 선물과 기병 700명으로 구성된 군대를 알렉산드로스에게 보내 항복을 제의했다. 그는 히다스페스 동쪽의 영토를 차지한 이웃 포루스와 적대적인 관계에 있었던 것으로 보인다. 알렉산드로스가 아직 소그디아나에 머물고 있을 때 그에게 대사를 보낸 것은 아마도 포루스에 대항하여 자신을 강화하기 위한 목적이었을 것이며, 그 대가로 돈을 받고 지원과 도움을 제공하겠다는 제안을 했을 것이다.

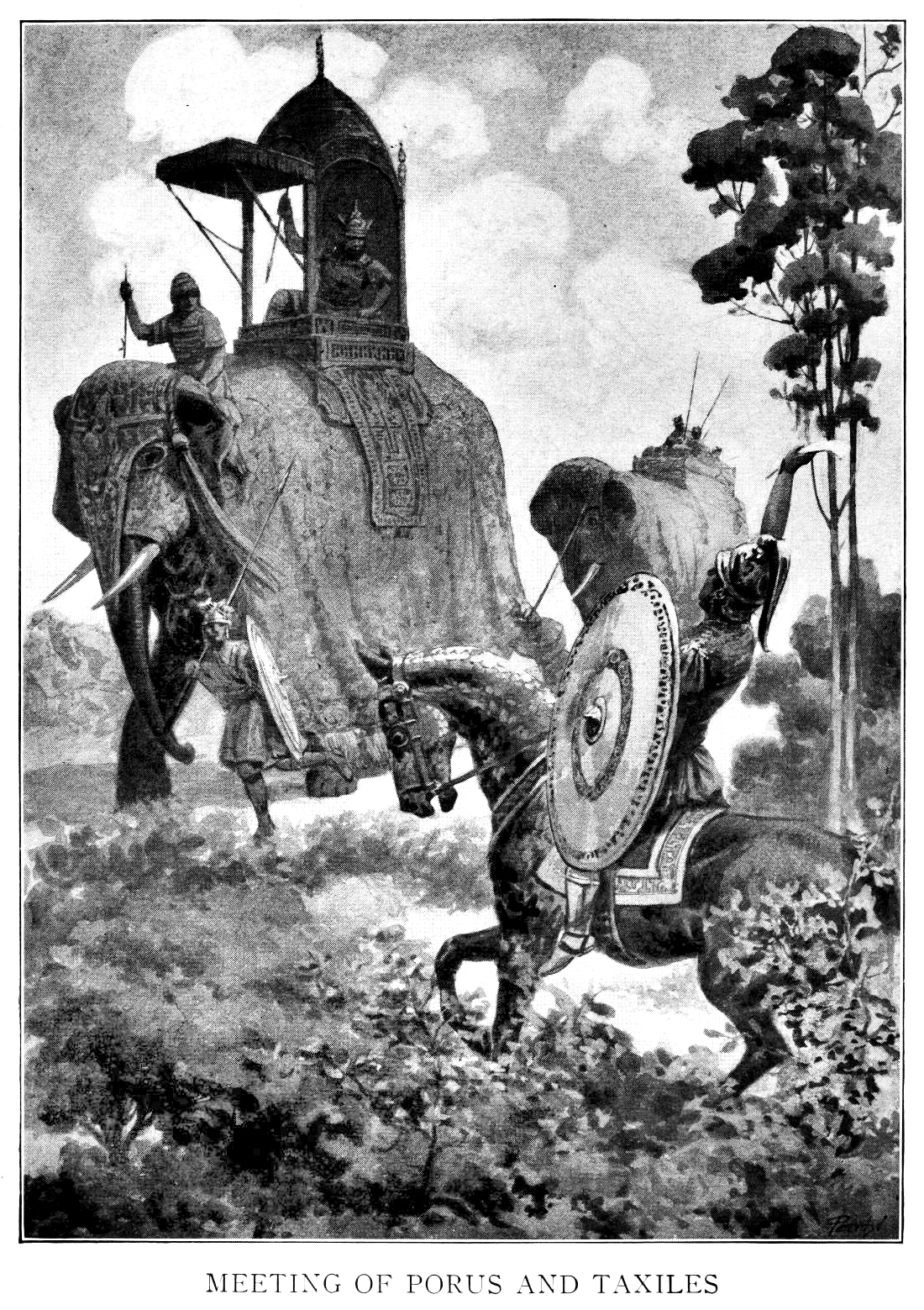
20세기 예술가의 상상력, 포루스 왕과 암비 왕의 만남.

알렉산드로스는 기원전 327년 인도에 처음 도착했을 때 암비의 군대를 보고 경계를 늦추지 않았고, 자신의 군대를 편성하도록 명령했다. 암비는 알렉산드로스의 걱정을 덜어주기 위해 서둘러 그를 만나 자신과 자신의 모든 군대를 알렉산드로스에게 맡기며 귀중한 선물을 건넸다. 알렉산드로스는 암비에게 작위와 선물을 돌려주었을 뿐만 아니라 "페르시아 옷, 금은 장신구, 말 30필, 금 1000달란트"를 선물로 주었다. 알렉산드로스는 용기를 내어 군대를 분할 편성하였고, 암비는 헤파이스티온과 페르디카스가 훈드에서 굽이치는 인더스강에 다리를 건설하는 것을 돕고, 군대에 식량을 공급했으며, 수도 탁실라에서 알렉산드로스 자신과 그의 군대를 맞이하며 우정의 표시와 가장 관대한 환대를 베풀었다.
이후 마케도니아 왕이 진군할 때 암비는 5천 명의 병력을 이끌고 그와 함께 히다스페스 전투에 참전하여 마케도니아군을 도왔다.
이후 에우데모스가 탁실라를 잠시 점령하였으며, 기원전 317년에 찬드라굽타 마우리아가 아대륙에 있던 알렉산드로스의 사트라프들을 정복했다.

## 같이 보기
- 푸슈카라사린